# 창문을 마주보며
창문을 마주보며(La Finestra Di Fronte, Facing Window)는 포르투갈에서 제작된 페르잔 오즈페텍 감독의 2003년 드라마, 멜로/로맨스 영화이다. 지오바나 메조기오르노 등이 주연으로 출연하였고 틸드 코시 등이 제작에 참여하였다.

## 출연

### 주연
- 지오바나 메조기오르노
- 마시모 지로티
- 라울 보바

### 조연
- 필리포 니그로
- 세라 일마즈
- 마리아 그라지아 본
- 마시모 포지오
- 이반 바치

## 제작진
- 음향: 미르코 멘카치
- 미술: 안드레아 크리산티
- 의상: 카티아 도토리